# Alberto Dainese

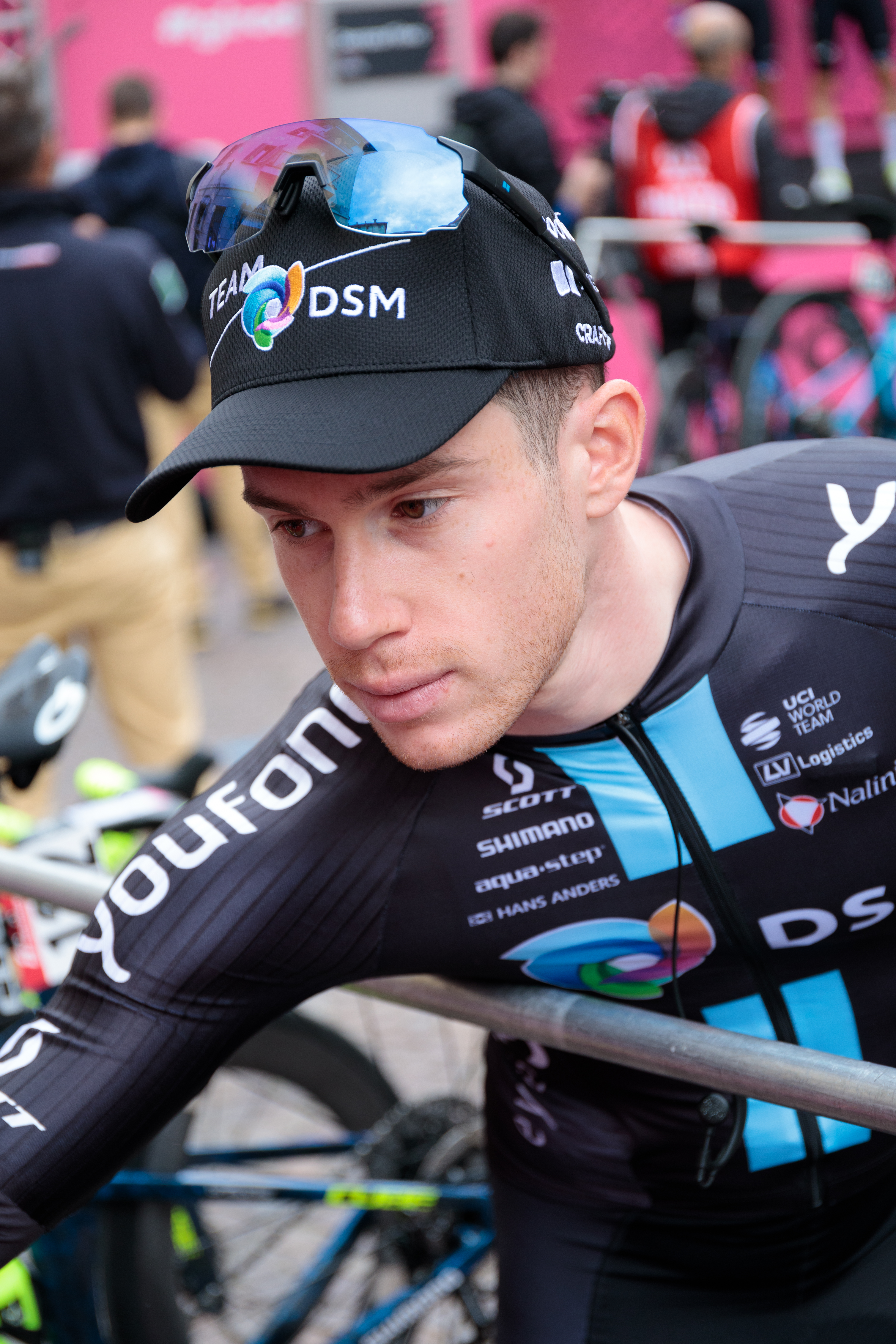
Alberto Dainese bei der Giro d’Italia 2023

Alberto Dainese (* 25. März 1998 in Abano Terme) ist ein italienischer Radrennfahrer.

## Sportlicher Werdegang
Mit dem Straßenradsport begann Dainese im Alter von 14 Jahren. Bis 2018 fuhr er vorrangig bei Rennen des nationalen Kalenders in Italien und für die italienische Nationalmannschaft. 2018 nahm er an der Nachwuchsrundfahrt Giro Ciclistico d’Italia teil und gewann die 9. Etappe im Massensprint.
Im September 2018 wurde Dainese Mitglied in der SEG Racing Academy. Noch im Trikot seines alten Teams gewann er beim Giro della Regione Friuli Venezia Giulia die erste Etappe und die Punktewertung. In der Saison 2019 folgten sechs Siege, die er alle im Zielsprint erzielte. Zudem wurde er in Alkmaar U23-Europameister im Straßenrennen.
Aufgrund seiner Erfolge wechselte Dainese zur Saison 2020 zum damaligen Team Sunweb, ab 2021 Team DSM. Den ersten Erfolg für das Team erzielte er bei der Herald Sun Tour 2020. In der Saison 2021 nahm er mit der Vuelta a España erstmals an einer Grand Tour teil. Dort stand er einmal als Zweiter und zweimal als Dritter auf dem Podium der Tageswertung einer Etappe, die im Massensprint entschieden wurde. Beim Giro d’Italia 2022 gewann er die 11. Etappe im Massensprint und erzielte damit den bisher wichtigsten Erfolg seiner Karriere. Diesen Erfolg wiederholte er im Massensprint der 17. Etappe des Giro d’Italia 2023 sowie auf der 17. Etappe der Vuelta a España 2023.
Zur Saison 2024 verließ Dainese das Team DSM und wurde Mitglied im Tudor Pro Cycling Team. Der Gewinn der dritten Etappe der Région Pays de la Loire Tour 2024 war sein erster Sieg für das neue Team.

## Erfolge
2017
- Nachwuchswertung Dookoła Mazowsza
- eine Etappe Carpathian Couriers Race

2018
- eine Etappe und Punktewertung Giro della Regione Friuli Venezia Giulia
- eine Etappe Giro Ciclistico d’Italia
- Trofeo Città di San Vendemiano

2019
- eine Etappe Czech Cycling Tour
- Europameister – Straßenrennen (U23)
- drei Etappen Tour de Bretagne Cycliste
- Entre Brenne et Montmorillonnais
- eine Etappe und Punktewertung Tour de Normandie

2020
- eine Etappe Herald Sun Tour

2022
- eine Etappe Giro d’Italia

2023
- eine Etappe Giro d’Italia
- eine Etappe und Mannschaftszeitfahren Vuelta a España
- eine Etappe Arctic Race of Norway

2024
- eine Etappe Région Pays de la Loire Tour

## Grand-Tour-Platzierungen
| Grand Tour            | 2021 | 2022 | 2023 | 2024 | 2025 |
| --------------------- | ---- | ---- | ---- | ---- | ---- |
| Giro d’ItaliaGiro     | –    | 122  | 124  | 116  | –    |
| Tour de FranceTour    | –    | 99   | –    | –    | 119  |
| Vuelta a EspañaVuelta | 129  | –    | 144  | –    |      |